# Батальеро, Хосе
Хосе́ Педро Батальеро (исп. José Pedro Batagliero; 1 января 1916, Каньяда-де-Гомес — 11 марта 1976, Буэнос-Айрес), в некоторых источниках Хосе́ Педро Баттальеро (исп. José Pedro Battagliero) — аргентинский футболист, полузащитник.

## Карьера
Хосе Батальеро начал карьеру в клубе «Тиро Федераль». В 1940 году он перешёл в «Атланту», где дебютировал 7 апреля в матче с «Химнасией и Эсгримой» (5:1), где сделал одну голевую передачу. Всего в сезоне он сыграл в 33 встречах. На следующий год полузащитник стал игроком «Индепендьенте», при этом переход был осуществлён бесплатно. Некоторыми исследователями называются причины этого в том, что в последнем туре Атланта, которой была нужна только победа для сохранения места в Примере, обыграла как раз «Индепендьенте» со счётом 6:4, благодаря чему сохранила «прописку» в высшем аргентинском дивизионе. 30 марта 1941 года Хосе провёл первый матч в составе новой команды, в котором она сыграла вничью с «Банфилдом» (2:2). 22 сентября 1945 года Батальеро забил первый мяч за «Индепендьенте», поразив «Эстудиантеса». В том же сезоне клуб выиграл бронзовые медали первенства. Следующий сезон полузащитник пропустил: 23 декабря 1945 года в матче сборных Аргентины и Бразилии Адемир сломал ногу Батальеро. В сезоне 1947 года клуб вновь был третьим. А уже в следующем сезоне выиграл золотые медали чемпионата. Хосе сыграл в том году в 19 матчах, последняя из которых состоялась 24 октября с «Велес Сарсфилд» (0:1). Всего за «Индепендьенте» Батальеро провёл 156 матчей и забил два гола. В 1949 году он возвратился в «Атланту». 21 сентября 1952 года футболист сыграл последний матч за клуб с «Ньюэллс Олд Бойз» (0:2). Всего за годы в «Атланте» Батальеро 107 раз вышел на поле, голов не забивал.
После завершения игровой карьеры Батальеро трудился тренером. Он работал в 1963 году с «Атлетико Сан-Тельмо», а также с «Экскурсионистас». В этой команде Батальеро попал в скандал. 19 ноября 1961 года перед матчем Сегунды «Кильмеса» и «Экскурсионистаса», игроки последней сообщили, что клуб «Ньюэллс Олд Бойз» предложил сумму в 350 000 песо за победу над «Кильмесом». При этом футболисты «Экскурсионистаса» были не против такого расклада, однако руководство их клуба, в случае достижения результата, намеревалось оставить эти деньги себе. «Кильмес» матч выиграл. По итогам сезона «Ньюэллс» смог опередить «Кильмес» и вышел в Примеру, однако из-за этого эпизода уже по окончании первенства был лишён 10 очков, из-за чего «Кильмес» его всё-таки опередил. Также были дисквалифицированы на разные сроки руководители и тренерский штаб «Олд Бойз». Пострадал и «Экскурсионистас»: четыре члена руководства команды команды были дисквалифицированы на год, 11 игроков на месяц, а Батальеро на 140 дней.

## Статистика

### Клубная
| Сезон | Клуб                   | Лига    | Чемпионат | Чемпионат |
| Сезон | Клуб                   | Лига    | Игры      | Голы      |
| ----- | ---------------------- | ------- | --------- | --------- |
| 1940  | Атланта (Буэнос-Айрес) | Примера | 33        | 0         |
| 1941  | Индепендьенте          | Примера | 27        | 0         |
| 1942  | Индепендьенте          | Примера | 20        | 0         |
| 1943  | Индепендьенте          | Примера | 18        | 0         |
| 1944  | Индепендьенте          | Примера | 19        | 0         |
| 1945  | Индепендьенте          | Примера | 26        | 2         |
| 1946  | Индепендьенте          | Примера | 0         | 0         |
| 1947  | Индепендьенте          | Примера | 27        | 0         |
| 1948  | Индепендьенте          | Примера | 19        | 0         |
| 1949  | Атланта (Буэнос-Айрес) | Примера | 21        | 0         |
| 1950  | Атланта (Буэнос-Айрес) | Примера | 29        | 0         |
| 1951  | Атланта (Буэнос-Айрес) | Примера | 23        | 0         |
| 1952  | Атланта (Буэнос-Айрес) | Примера | 1         | 0         |

### Международная
| Матчи Хосе Батальеро за сборную Аргентины | Матчи Хосе Батальеро за сборную Аргентины | Матчи Хосе Батальеро за сборную Аргентины | Матчи Хосе Батальеро за сборную Аргентины | Матчи Хосе Батальеро за сборную Аргентины | Матчи Хосе Батальеро за сборную Аргентины | Матчи Хосе Батальеро за сборную Аргентины |
| ----------------------------------------- | ----------------------------------------- | ----------------------------------------- | ----------------------------------------- | ----------------------------------------- | ----------------------------------------- | ----------------------------------------- |
| №                                         | Дата                                      | Место проведения                          | Оппонент                                  | Счёт                                      | Голы                                      | Турнир                                    |
| 1                                         | 15 августа 1940                           | Буэнос-Айрес                              | Уругвай                                   | 5:0                                       | —                                         | Кубок Хуана Миньябуру                     |
| 2                                         | 5 января 1941                             | Сантьяго                                  | Чили                                      | 2:1                                       | —                                         | Кубок президента Аргентины                |
| 3                                         | 9 января 1941                             | Сантьяго                                  | Чили                                      | 5:2                                       | —                                         | Кубок президента Аргентины                |
| 4                                         | 19 января 1941                            | Лима                                      | Перу                                      | 1:1                                       | —                                         | Кубок Роке Саэнса Пеньи                   |
| 5                                         | 4 марта 1941                              | Сантьяго                                  | Чили                                      | 1:0                                       | —                                         | Чемпионат Южной Америки                   |
| 6                                         | 9 июля 1945                               | Асунсьон                                  | Парагвай                                  | 3:1                                       | —                                         | Кубок Шевалье Бутеля                      |
| 7                                         | 18 июля 1945                              | Монтевидео                                | Уругвай                                   | 2:2                                       | —                                         | Кубок Липтона                             |
| 8                                         | 20 декабря 1945                           | Рио-де-Жанейро                            | Бразилия                                  | 2:6                                       | —                                         | Кубок Рока                                |
| 9                                         | 23 декабря 1945                           | Рио-де-Жанейро                            | Бразилия                                  | 1:3                                       | —                                         | Кубок Рока                                |

## Достижения
- Обладатель Кубка Хуана Миньябуру: 1940
- Обладатель Кубка президента Аргентины: 1941
- Обладатель Кубка Роке Саэнса Пеньи: 1941
- Чемпион Южной Америки: 1941
- Обладатель Кубка Шевалье Бутеля: 1945 (2)
- Обладатель Кубка Липтона: 1945
- Чемпион Аргентины: 1948